# یواس‌اس پوگی (اس‌اس-۲۶۶)
یواس‌اس پوگی (اس‌اس-۲۶۶) (به انگلیسی: USS Pogy (SS-266)) یک زیردریایی بود که طول آن ۳۱۱ فوت ۹ اینچ (۹۵٫۰۲ متر) بود. این زیردریایی در سال ۱۹۴۲ ساخته شد.